# 青葉くんに聞きたいこと
『青葉くんに聞きたいこと』（あおばくんにききたいこと）は、遠山えまによる日本の少女漫画作品。『なかよし』（講談社）にて2015年12月号から2018年7月号まで連載された。

## ストーリー
内気で人見知りな女子高生・桜田麻陽は、人の話を聞く『聞き屋』のバイトを始める。初めての客は、憧れの人である青葉光汰だった。この日から、麻陽は青葉の悩みを聞き出すために、奮闘するのだった。

## 登場人物

### 主要人物
桜田 麻陽（さくらだ まよ）
主人公。高1。3月4日生まれ。髪は茶髪のセミロング。趣味は、自家製マヨネーズを作ることで、おすすめはニンニクマヨ。
両親は中2の時に離婚しており、現在は母子家庭。両親の離婚に伴い、苗字が変わった。旧姓・小西。
内気で人見知りな性格。加えて、致命的に声が小さいことが悩み。そのコンプレックスを克服するために、『聞き屋』のバイトを始める。『聞き屋』では、ワンピースを着て、伊達眼鏡をかけて、髪は三つ編みにしている。聞き屋のバイトをしていることは、身内の者以外には内緒にしていたが、のちに青葉とあすかにはバレる。
『聞き屋』として、初めての客である青葉の悩みを知るためにバスケ部のマネージャーになった。しかし、声が小さくて運動神経も鈍いため、ボールを避けるだけで大変、といった状態。特に、走ることは苦手な様子。バスケ部では、半袖半ズボンの体操服を着て、髪はポニーテールにしている。
聞き屋として青葉の話を聞いているうち、彼に対する恋心を自覚する。ふとしたはずみで青葉に告白しフラれてしまうが、それでも聞き屋として彼のそばにいることを決意する。その後、青葉に悩みを打ち明けられ、一度は両想いとなるも、彼はその思いをなくしてしまう。
尚の優しさに触れ、なおとの関係を考えることもあったが、「青葉くんをあきらめない」と、なおの告白を断った。
青葉と彼の母親との関係が修復したのち、転校する。その後、青葉と結婚し、「青葉麻世」となる。
青葉 光汰（あおば こうた）
高1。身長184センチメートル。8月7日生まれ。麻陽の憧れの人。女子に人気のバスケ部エース。中学1年の時は、麻陽と同じクラスだった。
麻陽の『聞き屋』初めての客。人には言えない悩みを抱えており、それ故に「バスケ部をやめたい」と言っている。
バスケ部のマネージャーになった麻陽が、『聞き屋』だったことを知り、一度は彼女を嫌いになるが、麻陽が剛の本音を聞き出した際に関係は修復、中学時代の麻陽を思い出した。それ以降は、麻陽に本音を話し始め、大貴との恋愛に悩む今日子にも『聞き屋』を紹介するなど、彼女に信頼を置いている。また、麻陽が「聞き屋」であることは、誰にも言っていない様子。
中2のころに麻陽が転校した後、バスケの全国大会で優勝したがその直後にバスケ部をやめており、そのころの仲間に会うことを避けていた。中学のバスケ部が廃部同然になるきっかけをつくったことから、地区予選で再会した遙真には『裏切り者』と呼ばれている。
「好きな気持ちが必ず消える」という悩み故にバスケに深入りすることを避け麻世の告白を断ったが、それでもなお自分を支え続ける真世に惹かれ、秘密を告白する。
遙真やあすかとの再会で動揺しながらも、麻世に応援されバスケ部の仲間にも悩みを打ち明ける。
その後、あすかに対する誤解が解けるが、麻世への恋心に気づきあすかと正式に別れた。悩んだ末、麻世に告白し両想いとなる。

### 東鎌倉高校
岩瀬 大貴（いわせ だいき）
高2。1月1日生まれ。A型。身長192センチメートル。好きな食べ物は、うな重と焼き肉。AM6：30 近所の公園で筋トレ。ダンベル集めが趣味。
バスケ命のバスケ部部長。今日子とは幼馴染であり、彼女の想い人である。
岡本 剛（おかもと つよし）
高2。2月14日生まれ。B型。身長172センチメートル。好きな食べ物は、激辛ラーメンとお好み焼き。AM6：30 毎朝恒例牛乳1リットルがぶ飲み。きれいでこわい姉がいる。
バスケ部のいじられキャラ。小回りが利くパスが持ち味だが、背が低いことが原因で背の高い他の人に釣られて倍動いていたために、ばてやすかった。そのため、無駄な動きをなくす練習をするようになった。麻陽に「かっこいい」と言われたことがきっかけとなり、彼女に好意を持つものの、素直になれずに、目が合うたびに彼女を「ブス」と呼んでいる。通常時は、麻陽を「地味マネ」と呼んでいる。
風沼 涼介（かざぬま りょうすけ）
高2。5月21日生まれ。O型。身長180センチメートル。好きな食べ物は、ボロネーゼとお刺身。AM6：30 寝起きがものすごく悪いので、シャワーを浴びてスッキリする。家は、カフェを経営している。
頭脳派のバスケ部副部長。長い髪を後ろに束ねており、髪を下した後ろ姿は、同じ部活の仲間である青葉達でさえ女子と間違えてしまう。
バスケの試合では、監督に作戦を立てることを任されている。剛いわく、「ぜってー勝てる作戦をかんがえる」らしい。
井ノ原 尚（いのはら なお）
高1。7月8日生まれ。身長184センチメートル。青葉の親友。麻陽と同じクラスで、座席は彼女の真後ろ。
入学当時から青葉を気にかけており、青葉をバスケ部に強制入部させた張本人。青葉のことを「光汰」と呼ぶ唯一の人物であり、いつも青葉にベタベタしていることから、バスケ部の面々には、「仲が良いってレベルじゃねーだろ」と言われているが、青葉には少々嫌がられている。しかし、その分行動や言動から青葉の気持ちを察することがうまく、青葉の麻陽に対する恋心にいち早く気づき、彼にそれを自覚させた。
松前 今日子（まつまえ きょうこ）
高1。12月16日生まれ。B型。身長161センチメートル。好きな食べ物は、卵焼きとどらやき。AM6：30 家族分のお弁当作り。弟3人の姉。
バスケ部マネージャー。大貴とは幼馴染で、彼に恋心を抱いている。
バスケ部に恋愛禁止令が監督から出されたことで大貴に対する恋に悩み、青葉の勧めで『聞き屋』にやってきた。大貴に対する恋をあきらめようとしていたが、同じマネージャーである麻陽の言葉に動かされ、最終的には「好きな気持ちはあきらめない」と宣言する。

### 南平塚高校
梅木 あすか（うめき あすか）
南平塚高校のバスケ部マネージャー。青葉の元カノ。青葉の秘密を知る唯一の人物。麻陽、青葉、遙真と同じ中学に通っていた。その頃は、何度か麻陽と話をしたことがある。中学時代は女バスのエースで、青葉と恋人関係にあったが、青葉の秘密を受け止めきれずに逃げ出してしまい、遙真に泣きついたことで青葉の誤解を招いた。今でも青葉とヨリを戻したがっている。
江森 遙真（えもり はるま）
南平塚高校のバスケ部部員。青葉の昔の仲間。有名なバスケ選手の息子で、一部では「バスケ界の貴公子」と呼ばれている。中学の時に全国優勝している。中学の時、バスケ部をやめたいと言い出した青葉を理解できずに関係は決裂。その後、チームが予選敗退にまで落ち、バスケ部が廃部同然になったことから、「誰がいなくなっても平気なように」と誰にも頼らないプレイだけを目指した。中学のバスケ部が廃部になるきっかけをつくった青葉を『裏切り者』と呼んでいる。それは、あすかが青葉のために女バスをやめて、マネになったせいでもあった。

### その他
桜田 麻理亜（さくらだ まりあ）
麻陽の母親の姉で、麻陽の伯母。『聞き屋』を経営している。麻陽をアルバイトとして雇う。麻陽が客である青葉を怒らせたために一度は彼女をクビにするが、青葉が麻陽を指名したことで再び彼女を雇った。その後は、麻陽を学生担当にしている。

## 用語紹介
桜田聞き屋ファミリア
麻陽と青葉が再会し、この物語が始まる場所。
麻里亜が経営している店。質問やアドバイスも行わない、あくまで相手の話を『聞く』だけのお店。1対1で人の話を聞く。制服は長袖のワンピースで、伊達眼鏡をかける。
麻陽は、1回10分500円コースで、学生担当。
東鎌倉高校
麻陽や青葉が通っている高校。通称、ひがかま高。最寄駅は、鎌倉駅。
この学校のシャワー室は、温水が出る。
南平塚高校
あすかと遙真が通っている高校。
バスケの強豪校。
明月中学校
麻陽と青葉、あすか、遙真が在籍していた中学校。麻陽は、中2の頃に転校した。
この学校は、バスケの全国優勝校だったが、青葉が抜けた後は予選敗退まで落ち、廃部同然になった。

## 書誌情報
- 遠山えま『青葉くんに聞きたいこと』講談社〈講談社コミックスなかよし〉、全8巻
  1. 2016年5月13日発売 ISBN 978-4-06-391513-6
  2. 2016年8月12日発売 ISBN 978-4-06-391523-5
  3. 2016年12月13日発売 ISBN 978-4-06-391532-7
  4. 2017年4月13日発売 ISBN 978-4-06-391541-9
  5. 2017年8月10日発売 ISBN 978-4-06-391549-5
  6. 2017年12月13日発売 ISBN 978-4-06-510627-3
  7. 2018年4月13日発売 ISBN 978-4-06-511309-7
  8. 2018年8月9日発売 ISBN 978-4-06-512658-5